# Pylaisiella robusta
Pylaisiella robusta là một loài Rêu trong họ Hypnaceae. Loài này được (Broth. & Paris) C. Gao & G.C. Zhang miêu tả khoa học đầu tiên năm 1983.